# Arrondissement di Saint-Denis (Senna-Saint-Denis)
L'arrondissement di Saint-Denis è una suddivisione amministrativa francese, situata nel dipartimento della Senna-Saint-Denis e nella regione della Île-de-France.

## Composizione
L'arrondissement di Saint-Denis raggruppa 9 comuni in 10 cantoni:
- cantone di Aubervilliers-Est
- cantone di Aubervilliers-Ovest
- cantone di La Courneuve
- cantone di Épinay-sur-Seine
- cantone di Pierrefitte-sur-Seine
- cantone di Saint-Denis-Nord-Est
- cantone di Saint-Denis-Nord-Ovest
- cantone di Saint-Denis-Sud
- cantone di Saint-Ouen
- cantone di Stains